# 方枝木犀榄
方枝木犀榄（学名：Olea tetragonoclada）为木犀科木犀榄属下的一个种。